# 北海道濟生會小樽醫院
北海道濟生會小樽醫院，全名社會福祉法人恩賜財團濟生會支部北海道濟生會小樽醫院，是一座位於日本北海道小樽市的醫療機構，由社會福祉法人恩賜財團濟生會支部北海道濟生會所經營的醫院，目前的院長是近藤真章。

## 沿革
- 1924年（大正13年）7月 - 「濟生會小樽診療所」在手宮1丁目設立。
- 1952年（昭和27年）12月 - 「北海道濟生會小樽北生病院」開院。
- 2002年（平成14年）10月 - 改稱「北海道濟生會小樽病院」。
- 2013年7月 - 因為築港建設而搬遷。[1]

## 診療科
- 内科
- 心臟內科
- 神經內科
- 外科
- 骨科
- 泌尿科
- 耳鼻喉科
- 麻醉科
- 放射線科

## 各項指定醫療機關
- 保險醫療機關
- 救急告示醫療機關
- 勞災保險指定醫療機關
- 指定自立支援醫療機關（更生醫療）
- 生活保護法指定醫療機關
- 特定疾患治療研究事業委託醫療機關
- 原子爆彈被害者一般疾病醫療取扱醫療機關
- 母體保護法指定醫師配置醫療機關

## 交通
- JR北海道函館本線小樽站北海道中央巴士11、12、14號系統濟生會小樽病院前下車。
- 北海道中央巴士2、3、10號系統在手宮下車，步行10分鐘。

## 外部連結
- 北海道濟生會小樽病院（页面存档备份，存于） （日語）